# یواس‌اس ردوینگ (ای‌ام‌اس-۲۰۰)
یواس‌اس ردوینگ (ای‌ام‌اس-۲۰۰) (به انگلیسی: USS Redwing (AMS-200)) یک کشتی است که طول آن ۱۴۴ فوت (۴۴ متر) می‌باشد. این کشتی در سال ۱۹۵۴ ساخته شد.